# Кинтана, Мануэль (президент)
Мануэ́ль Пе́дро Кинта́на (исп. Manuel Pedro Quintana; 18 октября 1835, Буэнос-Айрес — 12 марта 1906, Буэнос-Айрес) — аргентинский адвокат и политик, занимавший пост президента Аргентины с 1904 года и до своей смерти. 11 августа 1905 года на него было совершено покушение, но он и его жена, которая находилась в автомобиле рядом с ним, не пострадали. Умер после тяжёлой болезни в своей резиденции в Бельграно.

## Биография
В 1859 году, когда Мануэлю Кинтане было 24 года, вспыхнула война между Буэнос-Айресом и «остальной» Аргентиной. В битве под Сепедой в октябре 1859 года президент Уркиса разгромил буэнос-айресские войска, которыми командовал Бартоломе Митре. Буэнос-Айрес принуждён был вернуться в состав конфедерации. В следующем, 1860 году Митре был избран конституционным губернатором Буэнос-Айреса. А Кинтана (на тот момент — единомышленник Митре) — депутатом Буэнос-Айресского парламента.
Поправки к конституции, предложенные Буэнос-Айресом, были приняты в 1860 году, но мир продолжался недолго, и новое противостояние вылилось в гражданскую войну. Уркиса встретился с армией Буэнос-Айреса, которую вновь возглавил Митре в сентябре 1861 года. В сражении при Павоне Уркиса был разгромлен и отступил в провинцию Энтре-Риос, которой управлял, покуда в возрасте 69 лет не был убит сторонниками ортодоксального федералиста Рикардо Лопеса Хордана. А Митре после победы при Павоне получил серьёзные уступки от армейских кругов, добившись, прежде всего, поправок к конституции 1853 года. 5 октября 1862 года триумфатор Бартоломе Митре был избран президентом Республики Аргентина. Национально-политическое единство страны было достигнуто. Зыбкое единство…
В 1864 г. Мануэль Кинтана (теперь уже противник Митре) был избран депутатом Буэнос-Айресского парламента от Автономистской партии (Partido Autonomista), основанной Адольфо Альсиной (Adolfo Alsina). Депутат Кинтана представил законопроект о переносе столицы страны в город Росарио. В 1870 году Мануэль Кинтана был избран сенатором. В 1871 году президент Сармьенто отправил его в Асунсьон, поручив провести переговоры о заключении мирного договора, который должен был положить конец войне Тройственного союза против Парагвая. В 1873 году Мануэль Кинтана выставил свою кандидатуру на президентских выборах, но проиграл Николасу Авежанеде.
В 1904 году Мануэль Кинтана был избран президентом Республики Аргентина. 11 августа 1905 года на него совершил покушение анархист-каталонец Сальвадор Планас (Salvador Planas), но ни Кинтана, ни его жена, которая находилась в автомобиле рядом с ним, не пострадали. Умер Мануэль Кинтана после тяжёлой болезни, в своей резиденции в Бельграно. Похоронен на кладбище Реколета.